# 岡山県立倉敷青陵高等学校
岡山県立倉敷青陵高等学校（おかやまけんりつ くらしきせいりょうこうとうがっこう, Okayama Prefectural Kurashiki Seiryo High School）は、岡山県倉敷市羽島にある県立高等学校。

## 概要
校名は「永遠の理想を追求する青春の陵（おか）」という意味である。

## 設置課程・学科
- 全日制課程 普通科

## 沿革

### 略歴
1908年（明治41年）創立の「岡山県倉敷高等女学校」と1944年（昭和19年）創立の「岡山県倉敷中学校」を前身とする。1948年（昭和23年）の学制改革（六・三・三制の実施）によりそれぞれ新制高等学校に改編された。翌1949年（昭和24年）に両校が統合され、現校名となった。2008年（平成20年）に創立100周年を迎えた。現時点で、117年の歴史を有する。

### 年表
高等女学校・新制高等学校（女子校）時代
- 1908年（明治41年）4月1日 - 倉敷町山の後に「倉敷町外5ｹ村学校組合立精思女学校」が開校。
- 1909年（明治42年）3月31日 - 「精思高等女学校」に改称。
- 1912年（明治45年）4月1日 - 精思農商学校跡に移転。
- 1915年（大正4年）4月1日 - 補習科を設置。
- 1920年（大正9年）2月26日 - 「倉敷高等女学校」と改称。
- 1928年（昭和3年）4月1日 - 岡山県に移管され、「岡山県倉敷高等女学校」と改称。
- 1938年（昭和13年）3月28日 - 現在位置に移転。
- 1948年（昭和23年） 4月1日 - 学制改革（六・三・三制の実施）により、高等女学校が廃止され、新制高等学校「岡山県立倉敷精思高等学校」（女子校）が発足。

倉敷中学校・新制高等学校（男子校）時代
- 1944年（昭和19年）3月25日 - 「岡山県倉敷中学校」の設立が文部大臣によって認可される。
- 1948年（昭和23年）4月1日 - 学制改革（六・三・三制の実施）により、旧制中学校が廃止され、新制高等学校「岡山県立倉敷高等学校」（男子校）が発足。

新制高等学校（男女共学）
- 1949年（昭和24年）8月31日 - 高校三原則に基づく岡山県公立高等学校再編により、上記新制高校2校が統合され、「岡山県立倉敷青陵高等学校」（現校名）が発足。
  - 旧女子校の校舎を美和校舎、旧男子校の校舎を富位校舎とし、当分の間、旧両校の校舎を使用することとなる。
  - この時点では、年度途中でかつ校舎による男女別学であったため、完全な男女共学ではなかった。
- 1950年（昭和25年）4月1日 - 普通課程において完全な男女共学を開始。家庭課程を設置。
- 1952年（昭和27年）4月1日 - 富井校舎（旧男子校校舎）を廃止し、美和校舎に統合。
- 1960年（昭和35年）4月1日 - 家庭課程を家政科と改称。
- 1962年（昭和37年）4月1日 - 普通科の入試において、倉敷天城高等学校との2校間で総合選抜を開始。
- 1974年（昭和49年）4月1日 - 普通科の入試において、新設の倉敷南高等学校を加えた3校間で総合選抜を開始。
- 1980年（昭和55年）4月1日 - 普通科の入試において、新設の倉敷古城池高等学校を加えた4校間で総合選抜を開始。
- 1984年（昭和59年）4月1日 - 家政科の募集を停止。
- 1986年（昭和61年）3月31日 - 家政科を廃止。
- 1999年（平成11年）4月1日 - 総合選抜が廃止され、単独選抜を開始。
- 2007年（平成19年）- 新図書館が完成。

## 基礎データ

### 交通アクセス
鉄道
- JR倉敷駅南口より徒歩約15分
- 水島臨海鉄道倉敷市駅より徒歩約15分

バス
- JR倉敷駅より下電バス JR児島駅行き、鷲羽山行き、JR茶屋町駅行き、興除車庫行き乗車

「青陵高等学校西」もしくは「青陵高校北」下車徒歩約1分

### 象徴

#### 校歌
- 作詞は喜志邦三、作曲は宮原禎次による。歌詞は3番まであり、各番に校名の「青陵」が登場する。

## 教育
- 科目に偏りなく、幅広い教養を身につけることを目標にしている。
- 毎週土曜日に行われるFW講座で、生徒の習熟度や興味に合わせた講座を開講している。

## 学校行事
- 青陵祭 - 毎年9月に3日に渡って行われる。文化祭と体育祭により構成される。

## 部活動
平成17年から、ハンドボール・バスケットボール・陸上競技で優秀な生徒は、推薦入試で入学できるようになった。

### 運動部
- バスケットボール部
- バドミントン部
- バレー部
- 剣道部
- 弓道部
- テニス部
- ソフトテニス部
- 水泳部
- 野球部
- 陸上競技部
- ハンドボール部
- 卓球部
- サッカー部
- 山岳部
- ダンス部
- 応援団

### 文化部
- 新聞部
- ESS部
- 棋道部
- 吹奏楽部
- 光画部
- 茶道部
- 演劇部
- コーラス部
- 美術部
- 天文部
- 科学部
- 生活科学部
- 園芸部
- 文学部
- 放送部
- アニメーション部
- 社会問題研究部
- 生物部
- 書道部
- 競技かるた部

### 同好会
- ピアノ同好会

## 学校関係者と組織

### 著名な出身者

#### 卒業生
- 福田與（教育者）
- 窪田登（ボディビルダー、重量挙げ選手）
- 水道橋博士（タレント、浅草キッド、参議院議員）
- 森脇淳（東海テレビ放送アナウンサー）
- 中山星香（漫画家）
- 坪井悟(ミュージシャン、SHALE APPLE)
- 松本和将（ピアニスト）
- 伊澤一葉（ミュージシャン、東京事変）
- 片山幹雄（日本電産副会長）
- 矢尾宏（三菱マテリアル社長、日本鉱業協会会長）
- 石部修平（荒川化学工業元会長）
- 安藤あや菜（元青森テレビアナウンサー）
- 黒田和生（サッカー指導者）
- 山下清貴（NHKアナウンサー）
- 土倉莞爾（関西大学教授）
- 森和俊[2]（京都大学教授）
- 松井えり菜（現代美術家）
- 大森真理（ミュージカル俳優）
- 森下仁道（サッカー選手）
- 植田明浩（環境技官）
- 和田慎二（漫画家）